# Liste von Stätten des Wutai Shan

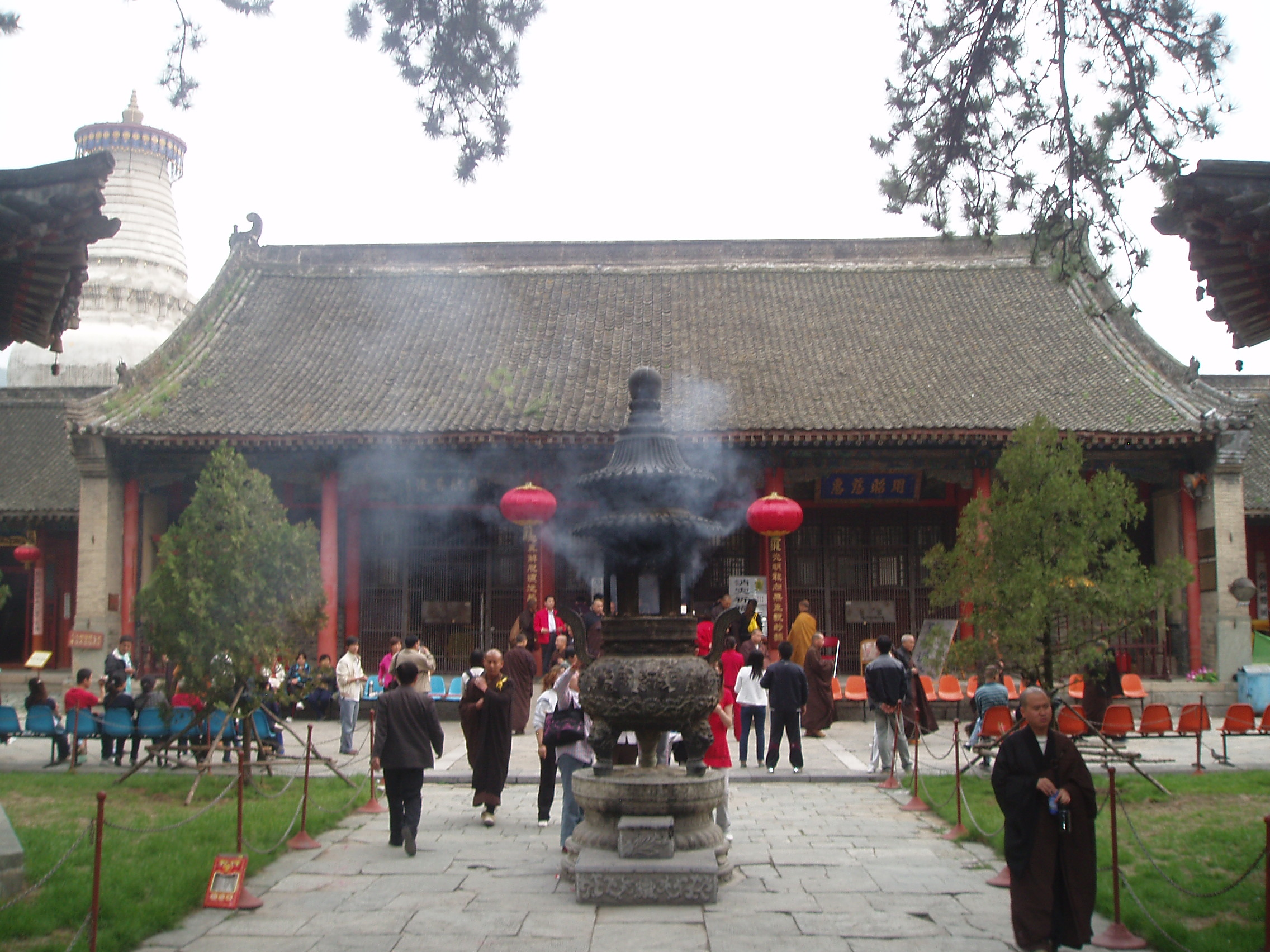
Xiantong-Tempel

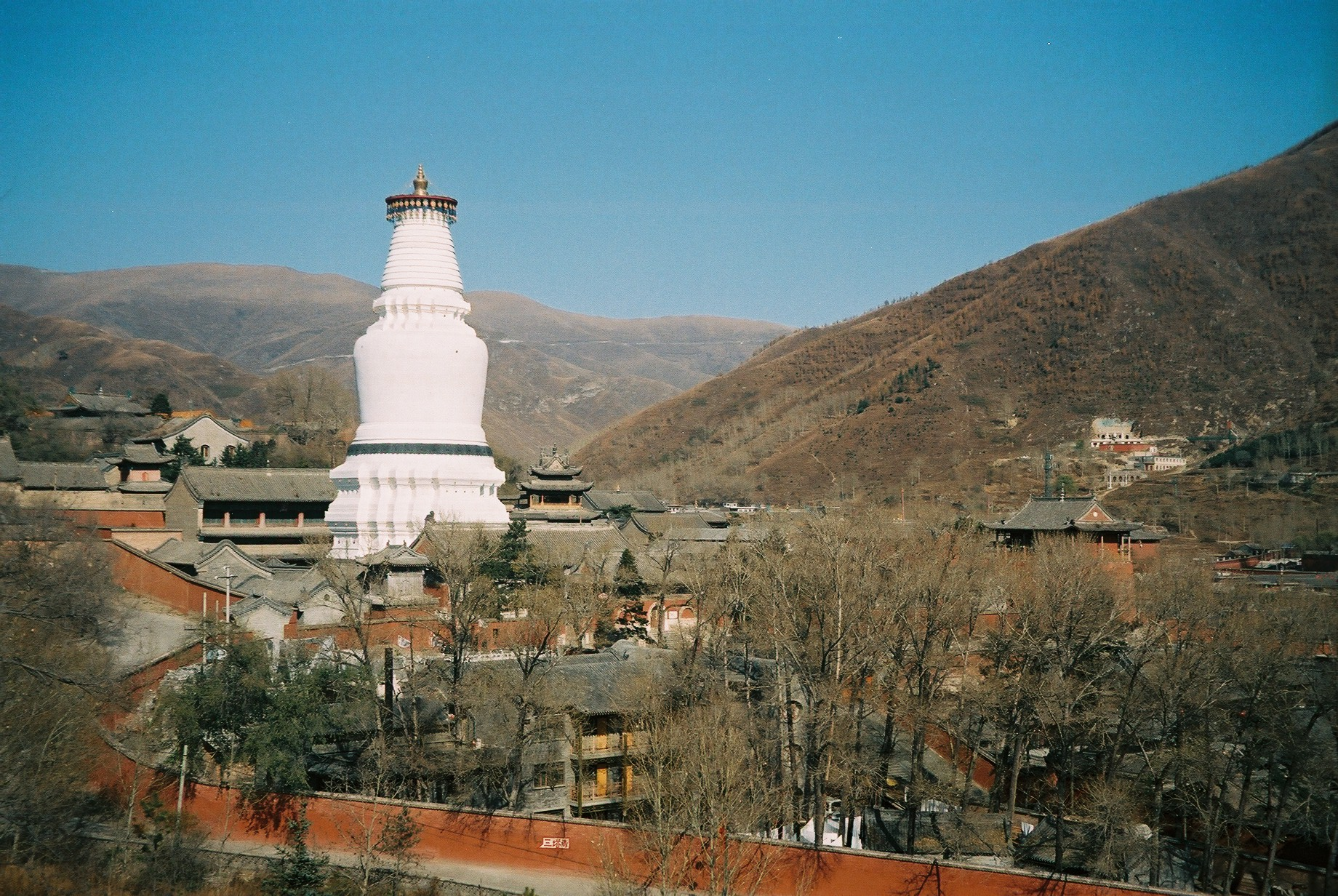
Tayuan-Tempel

Dies ist eine Liste von Stätten des Wutai Shan. Das Gebirge (siehe Hauptartikel Wutai Shan 五台山) im Nordosten der chinesischen Provinz Shanxi zählt zu den  Vier heiligen Bergen  des Buddhismus in China. Es ist eine wichtige Pilgerstätte und ein vielbesuchtes touristisches Reiseziel. Den Schwerpunkt der Liste bilden buddhistische Stätten, insbesondere buddhistische Tempel.
Die Tempel Xiantong si 显通寺, Tayuan si 塔院寺, Pusa ding 菩萨顶, Shuxiang si 殊像寺, Luo si 罗寺, Jinge si 金阁寺, Guangzong si 广宗寺, Bishan si 碧山寺 (Guangji maopeng 广济茅蓬), Shifang tang 十方堂, Dailuo ding 黛螺顶, Guangyin dong 观音洞 zählen zu den Nationalen Schwerpunkttempeln des Buddhismus in han-chinesischen Gebieten.
Ein Großteil der Gebäude steht unter Denkmalschutz (vgl. Denkmäler der Volksrepublik China und Denkmäler der Provinz Shanxi).

## Übersicht
Pinyin/chinesisch (Kurzzeichen) – Nationale Schwerpunkttempel des Buddhismus in han-chinesischen Gebieten sind mit einem Sternchen (*) gekennzeichnet.
- Bishan si 碧山寺 * (Guangji maopeng 广济茅蓬)
- Dailuo ding 黛螺顶 *
- Foguang si 佛光寺
- Guangji Si 广济寺
- Guangyin dong 观音洞 *
- Guangzong si 广宗寺 *
- Guanhai si 观海寺
- Guanyin dong 观音洞
- Jifu si 集福寺
- Jinge si 金阁寺 *
- Longquan si 龙泉寺
- Luo si 罗寺 *
- Luohou si 罗睺寺
- Mimi si 秘密寺
- Nanchan si 南禅寺
- Puhua si  普化寺
- Pusa ding 菩萨顶 *
- Qixian si  栖贤寺
- Shifang tang 十方堂 *
- Shouning si  寿宁寺
- Shuxiang si 殊像寺 *
- Tayuan si 塔院寺 *
- Wanfo ge 万佛阁
- Xiantong si 显通寺 *
- Yanqing si 延庆寺
- Yanshan si 岩山寺
- Yuanzhao si 圆照寺
- Zhenhai si 镇海寺
- Zhulin si 竹林寺
- Zunsheng si 尊胜寺